# Seznam hlav států v roce 1889
Seznam hlav států v roce 1889.

## Asie

Státní znak Rakouska-Uherska.

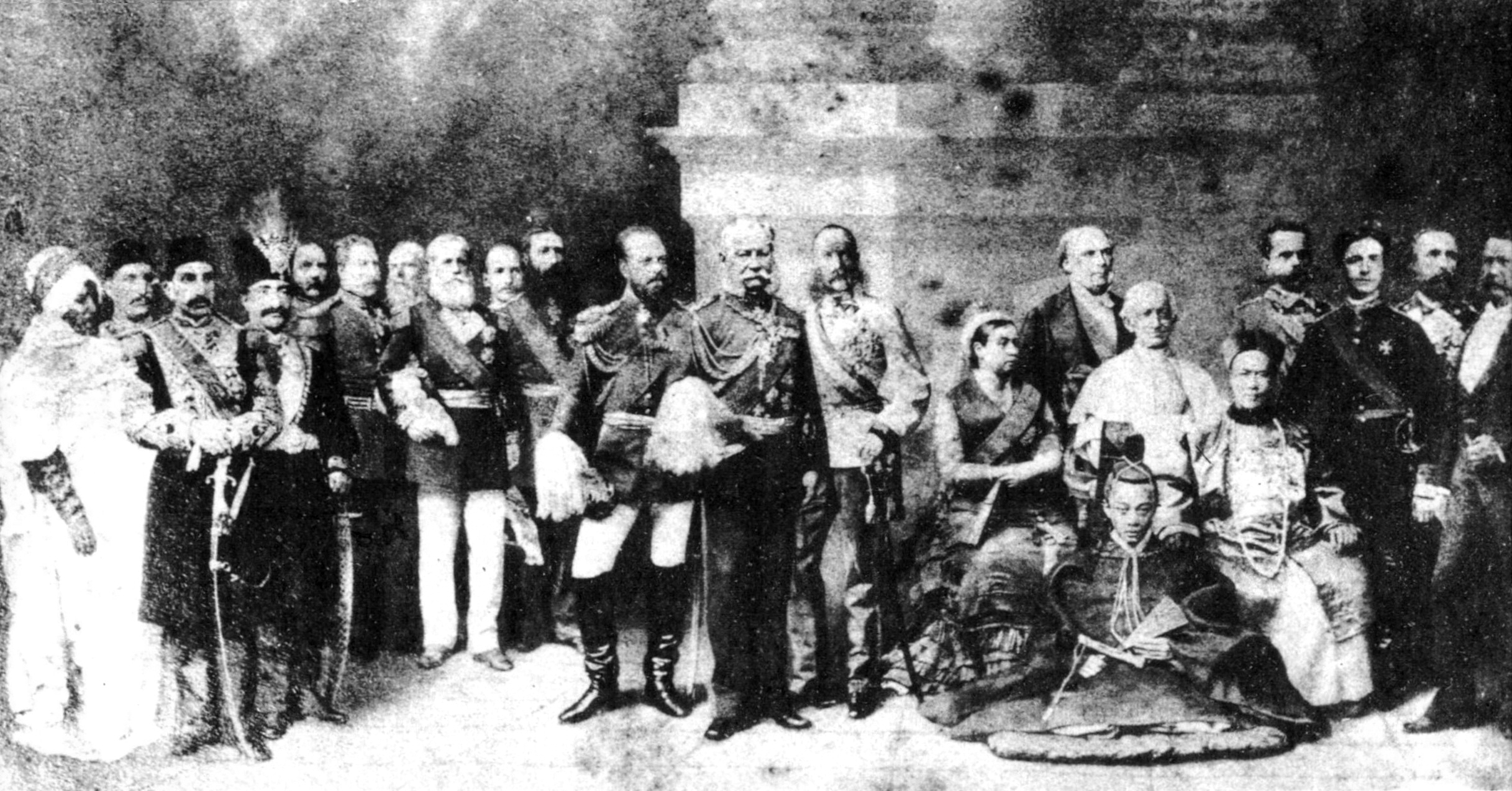
Hlavy států v roce 1889.

- Afghánistán – Abdurrahmán Chán
- Čína – Kuang-sü
- Japonsko – Meidži
- Korea – Kodžong
- Osmanská říše – Abdulhamid II.
- Persie – Násir ad-Dín Šáh
- Britská Indie – Viktorie

## Severní Amerika
- Kanada  – Viktorie
- Mexiko  – Porfirio Díaz
- USA – Grover Cleveland / Benjamin Harrison

## Jižní Amerika
- Argentina  – Miguel Ángel Juárez Celman
- Brazílie  – Petr II. Brazilský

## Afrika
- Egypt  – Taufík I.
- Etiopie  – Menelik II.
- Libérie  – Hilary R. W. Johnson
- Zanzibar  – Sayyid Khalifah bin Said

## Evropa
- České království – František Josef I.
- Papež – Lev XIII.
- Království Velké Británie – Viktorie
- Francouzská republika – Marie François Sadi Carnot
- Uherské království – František Josef I.
- Rakouské císařství – František Josef I.
- Rusko – Alexandr III.
- Německo – Vilém II. Pruský
- Dánsko – Kristián IX.
- Švédsko – Oskar II.
- Belgie – Leopold II. Belgický
- Nizozemsko – Vilém III. Nizozemský / Vilemína
- Řecko – Jiří I. Řecký
- Španělsko – Alfons XIII. Španělský
- Portugalsko – Ludvík I. Portugalský / Karel I. Portugalský
- Itálie – Umberto I.
- Monako – Karel III. / Albert I.

## Oceánie
- Havaj  – Kalākaua
- Tonga  – Jiří Tupou I.